# Phyllotreta nitidicollis
Phyllotreta nitidicollis es una especie de insecto coleóptero de la familia Chrysomelidae. Fue descrita científicamente en 1888 por Weise.